# Jean-Louis Perret
Pour les articles homonymes, voir Perret.
Compléments
• Décoré de l'Ordre de la Rose blanche
Jean-Louis Perret (1895-1968) est un universitaire et traducteur suisse du canton de Vaud.
Docteur ès-lettres en poste comme lecteur de français à l'université d'Helsinki de 1927 à 1945, il a considérablement contribué à faire connaitre la Finlande dans le monde francophone, en particulier par ses traductions des classiques de la littérature de ce pays.

## Biographie
L’Académie française lui décerne le prix Marcelin Guérin en 1938 pour son ouvrage Portrait de la Finlande et le prix Kornmann en 1942.

## Traductions

### Œuvres littéraires
- Le Kalevala, épopée populaire finnoise, Elias Lönnrot, La renaissance du livre, 1927 (Traduction en prose d'après un abrégé en finnois).
- Le Kalevala, épopée populaire finnoise, Elias Lönnrot, Stock, 1931, (Traduction intégrale en vers métriques). Réédité en 1978 dans la collection Stock+plus[1].
- Le Kalevala, épopée populaire finnoise, Elias Lönnrot, Champion Classiques - Honoré Champion Éditeur, Paris, 2009. Nouvelle réédition rendue possible grâce au soutien de la Fondation Jan Michalski pour l'Écriture et la Littérature, CH-1147 Montricher, Canton de Vaud, Suisse.
- Les Sept Frères (Seitsemän veljestä), Aleksis Kivi, Stock, 1926.
- Les Sept Frères, Aleksis Kivi, Stock, 1947 (Nouvelle édition revue et abrégée).
- Sainte Misère (Hurskas kurjuus), Frans-Eemil Sillanpää, Rieder, 1928.
- Silja ou une brève destinée (Nuorena nukkunut), Frans-Eemil Sillanpää, Rieder, 1940. Réédité en 2000 par Esprit ouvert.
- La Vie et le Soleil (Elämä ja aurinko), Frans-Eemil Sillanpää, la Nouvelle Édition, 1943.
- Les Fugitifs (Pakolaiset), Johannes Linnankoski, Rieder, 1926.
- La Fermière de Heikkilä (Taistelu Heikkilän talosta), Johannes Linnankoski, Werner Söderström (Helsinki), 1929, Éditions de la Toison d'or, 1942
- Cœurs de femme, Maria Jotuni, Werner Söderström (Helsinki), 1929.
- Tempête sur la maison (Markku ja hänen sukunsa), Unto Seppänen, Éditions J.-H. Jeheber, 1939.
- Sinouhé l'Égyptien (Sinuhe egyptiläinen), Mika Waltari, 2 vol., 1947-1948. Ce roman a connu et connaît encore de nombreuses rééditions, la dernière en 2015.
- L'Ange noir (Johannes Angelos), Paris, Amiot-Dumont, 1954. Ce roman a été réédité en 1979, 1981 et 1999 sous le titre "Les amants de Byzance"

### Essais
- La Guerre d'indépendance en Finlande, traduit du finnois de Hannes Ignatius et Kaarle Soikeli, Werner Söderström (Helsinki), 1925.
- Histoire politique de la Finlande de 1809 à 1955, traduit du finnois de Lauri Aadolf Puntila, Neuchâtel, Éditions de la Baconnière, 1966.
- La Présidence de la République en Finlande, traduit du finnois de Paavo Kastari, Neuchâtel, Éditions de la Baconnière, 1962.
- Les Mémoires du Maréchal Carl Gustav Mannerheim, adaptation et traduction du suédois, Paris, Hachette, 1952.

## Ouvrages en français
- Dictionnaire finnois-français, avec la collaboration de Tauno Nurmela, Helsinki, 1928.
- Panorama de la littérature contemporaine de Finlande, Sagittaire, 1936
- Portrait de la Finlande, Plon, 1937.
- La Finlande, Rieder, 1937.
- Histoire de la littérature finlandaise, Otava (Helsinki), 1937.
- La Finlande en guerre, Payot, 1940

## Sources
- Dictionnaire historique de la Suisse
- Encyclopédie illustrée du Pays de Vaud, t. 12, p. 311
- 24 Heures, 4.10.1999
- Juliette Monnin-Hornung, Le Kalevala : ses héros, ses mythes et sa magie (d'après la traduction de Jean-Louis Perret), Genève, N. Junod, 2013.